# Índice de referencia de préstamos hipotecarios
El IRPH o índice de referencia de préstamos hipotecarios es un índice de tipos de interés de préstamos hipotecarios aplicado en España y elaborado por el Banco de España. Comenzó a aplicarse en 1994 y llegó a ser el índice en el 10% de las hipotecas, en 2018 supuso el 0,28% de las hipotecas. En 2020 sigue vigente para los préstamos vivos de quienes firmaron hipotecas con dicho índice, pendientes de diversos litigios por considerarse abusivo y manipulable según sentencia del TJUE de 3 de marzo de 2020 y es previsible que acabe desapareciendo incluso de las hipotecas vivas. El número de préstamos firmados con IRPH estaría entre 300.000 y 800.000. En España, el índice habitual y más utilizado para préstamos hipotecarios es el euribor.
El 3 de marzo de 2020 el Tribunal de Justicia de la Unión Europea (TJUE) dictó sentencia por la que los jueces españoles podrán anular una hipoteca ligada al IRPH si consideran que es abusiva. En abril de 2020 varios juzgados españoles, en manos de quienes está declarar la nulidad del IRPH, ordenaron sustituir este índice de préstamos hipotecarios por el euríbor más un diferencial al ser la alternativa más beneficiosa para el consumidor. En octubre de 2020 el Tribunal Supremo de España avaló la aplicación del IRPH en las hipotecas señalando que su aplicación no resultaría abusiva pese a incumplir los requisitos de transparencia. No obstante, los afectados consideraron que existían dudas sobre la legalidad de esta sentencia y que volverían a reclamar ante el TJUE.

## Denominación y cálculo del IRPH
El IRPH se denomina oficialmente tipo medio de los préstamos hipotecarios a más de tres años para adquisición de vivienda libre, y se calcula como la media aritmética simple de los precios ponderados por el saldo de las operaciones de préstamo con garantía hipotecaria a plazo igual o superior a tres años, para adquisición de vivienda libre, que hayan sido iniciadas o renovadas durante el mes al que se refieren los índices. En el cálculo de la media se utilizan tipos anuales equivalentes.

### Limitaciones a IRPH por el Banco de España
De acuerdo a Circular 5/1994, de 22 de julio, a entidades de crédito, sobre modificación de la circular 8/1990, sobre transparencia de las operaciones y protección de la clientela, del Banco de España- máxima autoridad directa de las entidades financieras en España-, derivado a su vez de la correspondiente Directiva 93/13 CEE, el IRPH incorpora Comisiones, por lo que se prohíbe su uso directo como tipo contractual, siendo necesario aplicar para ello un diferencial negativo en función de las comisiones y de la periodicidad de las cuotas:

Los tipos de referencia escogidos son, en último análisis, tasas anuales equivalentes. Los tipos medios de préstamos hipotecarios para adquisición de vivienda libre de los bancos y del conjunto de entidades, lo son de forma rigurosa, pues incorporan además el efecto de las comisiones. Por tanto, su simple utilización directa como tipos contractuales implicaría situar la tasa anual equivalente de la operación hipotecaria por encima del tipo practicado por el mercado. Para igualar la TAE de esta última con la del mercado sería necesario aplicar un diferencial negativo, cuyo valor variaría según las comisiones de la operación y la frecuencia de las cuotas. A título orientativo, la Circular adjunta (Anexo IX) una tabla de diferenciales para los tipos, comisiones y frecuencia de las cuotas, más usuales en la actualidad. En rigor, esta tabla no es útil para decodificar el tipo activo de las cajas de ahorros, por las peculiaridades de su confección.

Esta Orden del BOE de 1994 indica que los tipos a declarar son tipos anuales equivalentes (TAES). Es decir: para calcular los tipos que luego forman el IRPH, a los tipos de interés (fijos y variables) recogidos en las escrituras de cada préstamo se les agregan, en el marco de una fórmula financiera, las comisiones (usualmente de apertura) que haya percibido la entidad y los gastos propios repercutidos al cliente (si los hubiera). Los gastos, que hasta no hace mucho el cliente venía pagando a un tercero a causa de la hipoteca (notaría, registro, impuesto de Actos Jurídicos Documentados,…) no eran incluídos en la TAE.

### Crisis económica y crisis inmobiliaria de 2008
Durante los años de la crisis económica de 2008, la burbuja inmobiliaria en España y en concreto la crisis inmobiliaria española de 2008-2014 visualizó la diferencia entre los índices hipotecarios IRPH y euribor, este con tipos más bajos. En la comercialización del IRPH se argumentaba su estabilidad y en este sentido su consideración como un índice "sin riesgos". Sin embargo los diferenciales reales mostraron inestabilidad, así lo señaló un informe del Síndic de Greuges (Defensor del Pueblo) de Cataluña. basado en las conclusiones de un informe del matemático Guillem Bou Bauzà.

### Modalidades de IRPH y desaparición de las Cajas de Ahorro
El IRPH ofrecía tres modalidades diferentes: Bancos, Cajas de Ahorro y la totalidad de las Entidades.
- IRPH de bancos: es la media de los préstamos a tres años concedidos por estas entidades.
- IRPH de cajas de ahorro: se calcula según las ofertas hipotecarias de las cajas de ahorros.
- IRPH del Conjunto de Entidades: se calcula teniendo en cuenta todas las entidades.

La crisis económica española de 2008 provocó el rescate bancario español y la desaparición de las Cajas de Ahorros y su absorción por distintas entidades bancarias que se hicieron cargo de los créditos hipotecarios de las entidades absorbidas o nacionalizadas.
Según las entidades bancarias, patronal de bancos Asociación Española de Banca (AEB) y antiguas Cajas -Confederación Española de Cajas de Ahorros, CECA-, la sentencia del TJUE de Luxemburgo sobre el IRPH de las Cajas se podría reemplazar la cláusula controvertida por el índice sustitutivo contemplado en la Ley 14/2013, siempre que pueda considerarse que con arreglo al Derecho nacional el referido índice tiene carácter supletorio. El índice sustitutivo, según indica la sentencia es el IRPH de Entidades cuyo valor es prácticamente idéntico al IRPH de cajas. Los demandantes argumentan que sea sustituido por el euribor ya los otros índices IRPH también podrían incurrir en abusividad.

## Procesos judiciales contra el IRPH
La manipulabilidad en construcción del índice y su posible carácter abusivo animaron a firmantes de hipotecas con índice IRPH a título individual o colectivamente, a través de distintas asocicaciones a presentar demandas a las distintas entidades financieras con resultados diversos. A la sentencias del Tribunal Supremo de 2017, claramente favorable a las entidades bancarias, se sucedieron las sentencias del Tribunal de Justicia de la Unión Europea de 2018/2019, más favorables a los demandantes y del mismo TJUE de Luxemburgo en 2020 que considera su abusividad y remite a los tribunales españoles su sustitución por otros índices, aspecto que ha sido acogido favorablemente por las entidades bancarias al considerar que la sustitución por otros índices IRPH le es favorable. Las asociaciones de consumidores y bufetes de abogados, sin embargo, aconsejan reclamar e interponer demandas ya que las sentencias deben ser individuales y razonadas.

### Demandas y primeras sentencias 2016
Una de las primeras sentencias fue la de la Audiencia Provincial de Álava en 2016 que anuló el índice IRPH condenando a Kutxabank a devolver con retroactividad todos los intereses cobrados indebidamente al perjudicado. La Asociación de Usuarios Financieros (ASUFIN) presentó en febrero de 2017 la primera demanda colectiva contra CaixaBank. a la que siguieron demandas colectivas contra BBVA, Bankia, UCI y Banco Sabadell.

### Sentencia del Tribunal Supremo de España - 2017
El 22 de noviembre de 2017 el Tribunal Supremo dictó sentencia en el primer caso de nulidad de IRPH admitido a trámite, en Álava, dictaminando que la mera referencia de una hipoteca a un índice oficial como es el IRPH (Índice de Referencia de Préstamos Hipotecarios) no implica falta de transparencia ni es un abuso. A pesar de la sentencia del Tribunal Supremo, claramente desfavorable a los firmantes de hipotecas con IRPH, siguieron las demandas ante los tribunales españoles y europeos.

### Sentencia del Tribunal de Justicia de la Unión Europea - marzo de 2020
La sentencia de 3 de marzo de 2020 es el resultado de la demanda interpuesta en 2018 por los abogados de la asociación de afectados 'IRPH Stop Guipúzcoa' y la decisión del Juzgado de Primera Instancia n.º 38 de Barcelona de presentar una cuestión prejudicial ante el TJUE, que admitió la cuestión prejudicial sobre abusividad del IRPH.
El 3 de marzo de 2020 el TJUE (Tribunal de Justicia de la Unión Europea) dictó sentencia por la que permite a los jueces españoles anular una hipoteca ligada al IRPH si consideran que es abusiva. Dicha sentencia puede suponer para la banca española cientos de miles de reclamaciones. Asimismo la sentencia considera que puede cambiarse del índice IRPH al euríbor si considera que la hipoteca era poco transparente.
Si las reclamaciones individuales son aceptadas por los tribunales españoles, y dependiendo de la cuantía del préstamo y sus años de vigencia, la cantidad que podría recibir cada cliente hipotecado está entre los 15.000 y los 40.000 euros.
Sin embargo, para las entidades bancarias -Asociación Española de Banca (AEB) y antigua Cajas, Confederación Española de Cajas de Ahorros, CECA-, la sentencia indica que podría reemplazar la cláusula controvertida por otro índice, también IRPH, que no perjudicaría a las entidades financieras.
Los jueces españoles deben decidir la posible nulidad de dicha cláusula. En abril de 2020 varias sentencias ordenaron sustituir este índice de préstamos hipotecarios por el euríbor más un diferencial al ser la alternativa más beneficiosa para el consumidor.

#### Reacciones de la banca ante la sentencia
Las entidades bancarias deben acatar la sentencia del TJUE (Tribunal de Justicia de la Unión Europea) cuando las sentencias de los tribunales españoles confirmen la abusividad del IRPH, por ello, las entidades bancarias se defienden ante los tribunales españoles intentando demostrar la no abusividad y mediante otras estrategias judiciales ya que la mayoría de sentencias son favorables a los clientes. Bankia ha recusado al magistrado Francisco González de Audicana, quien elevó al TJUE la consulta sobre la disparidad de criterios en los casos de IRPH, argumentado que participó en unas jornadas de la Asociación de Usuarios Financieros (ASUFIN).

### Sentencia del Tribunal Supremo de España - octubre de 2020
En octubre de 2020 el Tribunal Supremo de España avaló la aplicación del IRPH en las hipotecas señalando que su aplicación no resulta abusiva pese a incumplir los requisitos de transparencia. La sentencia podría suponer un ahorro para las entidades bancarias de 17.000 millones de euros. No obstante, los afectados consideraron que existían dudas sobre la legalidad de esta sentencia que tendría que volver a aclarar el TJUE ya que pensaban recurrir ante dicha instancia.

### Auto del Tribunal de Justicia de la Unión Europea - noviembre de 2021
El Juzgado de Primera Instancia n.º 38 de Barcelona repreguntó al TJUE (Tribunal de Justicia de la Unión Europea) sobre concretos criterios para la valorar la transparencia de las cláusulas que incluyen el IRPH. Resultaban claves dos aspectos ¿Qué ocurría si el banco no había entregado al cliente previamente un folleto informativo que recogiera la evolución del índice en los dos años previos a la contratación? y ¿Si una cláusula no es transparente, es necesario hacer después un segundo análisis para determinar si es abusiva?.
El TJUE (Tribunal de Justicia de la Unión Europea) dictó un Auto de 17 de noviembre de 2021 donde responde a las nuevas cuestiones prejudiciales planteadas sobre el alcance del control de transparencia en las cláusulas IRPH.  

#### Cuestiones clave: el folleto no es relevante para la transparencia y existen dos controles (transparencia y abusividad)
A la primera cuestión clave, las consecuencias de no entregar el folleto informativo, el TJUE (Tribunal de Justicia de la Unión Europea)  indica literalmente “34 (…) la exigencia de transparencia de las cláusulas contractuales, en el marco de un contrato de préstamo hipotecario, deben interpretarse en el sentido de que permiten al profesional no incluir en tal contrato la definición completa del índice de referencia que sirve para calcular un tipo de interés variable o no entregar al consumidor, antes de la celebración de ese contrato, un folleto informativo que recoja la evolución anterior de ese índice, por la razón de que la información relativa al mencionado índice es objeto de publicación oficial”.
Con este criterio el TJUE (Tribunal de Justicia de la Unión Europea)  confirma la validez del IRPH en las hipotecas sin folleto informativo.
A la segunda cuestión clave, si existen uno o dos controles a aplicar, el TJUE (Tribunal de Justicia de la Unión Europea) confirma literalmente "37 (…) la mera circunstancia de que una cláusula no esté redactada de manera clara y comprensible no le confiere, por sí sola, carácter abusivo". Existen por tanto dos controles, transparencia y abusividad, que son distintos. Esta conclusión ya la había afirmado el Tribunal Supremo en su Sentencia de Octubre de 2020, por lo que queda definitivamente respaldada y confirmada por el Tribunal europeo.
En este sentido, José María Erauskin, abogado que representaba al demandante en los procesos español y europeo, confirmaba al medio digital Confilegal que “en el caso del índice IRPH la falta de transparencia no es suficiente para la abusividad" y reconocía sentirse decepcionado por esta resolución que, por el principio de primacía del derecho comunitario, pasa a ser de obligado cumplimiento para todos los jueces en España. 
De esta manera, el TJUE (Tribunal de Justicia de la Unión Europea) ha vuelto a respaldar la validez de las hipotecas referenciadas al IRPH.

### Auto del Tribunal de Justicia de la Unión Europea - febrero de 2023
El Juzgado de Primera Instancia n.º 17 de Palma de Mallorca formuló al TJUE (Tribunal de Justicia de la Unión Europea) hasta veinte preguntas.
El TJUE (Tribunal de Justicia de la Unión Europea) dictó un Auto de 17 de febrero de 2023 donde responde a buena parte de las nuevas cuestiones prejudiciales e inadmite alguna de ellas, por no reunir los requisitos necesarios. El Tribunal de Justicia sigue esencialmente respaldando las sentencias del Tribunal Supremo sobre cómo interpretar la comercialización del IRPH y su validez.